# Juchica
Juchica är en ort i Mexiko.   Den ligger i kommunen Etchojoa och delstaten Sonora, i den västra delen av landet, 1 400 km nordväst om huvudstaden Mexico City. Juchica ligger 19 meter över havet och antalet invånare är 108.
Terrängen runt Juchica är mycket platt. Runt Juchica är det ganska glesbefolkat, med 34 invånare per kvadratkilometer. Närmaste större samhälle är Villa Juarez, 19,7 km väster om Juchica. Trakten runt Juchica består till största delen av jordbruksmark.